# Pantelis Vulgaris
Pantelis Vulgaris (Παντελής Βούλγαρης) és un director de cinema grec nascut el 2 d'octubre de 1940 en Atenes, que ha treballat en més de quaranta pel·lícules.

## Carrera cinematogràfica
Pròxim a Theo Angelopoulos, Vulgaris és un dels representants més coneguts del nou cinema grec. Va estudiar Direcció en l'Institut de Cinematografia d'Atenes. Després va continuar amb direcció de teatre i actuació en la televisió. Durant la dictadura militar grega va haver d'exiliar-se durant sis mesos en 1973.
Les seves pel·lícules han estat estrenades en diversos festivals, entre ells els de Berlín,. Venècia i Moscou i han aconseguit grans recaptacions. Al festival de Tessalònica de 2002 va ser objecte d'una retrospectiva que va mostrar no sols les seves pel·lícules sinó també els seus curtmetratges, pel·lícules i treballs per a televisió.
Una de les seves últimes pel·lícules és la guardonada Nyfes, que va comptar amb la col·laboració del director americà Martin Scorsese (com a productor), Giorgos Arvanitis, conegut pel seu treball amb el també director grec Theo Angelopoulos, i amb la novel·lista Ioanna Karystiani (Premi Nacional de Literatura de Grècia) en qualitat de guionista.
Pantelis Voulgaris està casat amb la novel·lista Ioanna Karystiani i tenen dos fills.

## Filmografia
- 1965 : O kleftis (Ο κλέφτης), curtmetratge 18 min
- 1966 : Jimis o tigris (Τζίμης ο τίγρης), curtmetratge 14 min
- 1969 : (Ο χορός των τράγων), Documental
- 1972 : To Proxenió tis Ánnas, (Το προξενιό της Άννας)
- 1973 : O Megalos Erotikos, (Ο μεγάλος ερωτικός), Música de Manos Hadjidakis
- 1976 : Haroumeni Imera (Happy Day), música de Dionysis Savvopoulos
- 1980 : Eleftherios Venizelos: 1910 -1927 (Ελευθέριος Βενιζέλος: 1910 – 1927)
- 1985 :Petrina Hronia (Πέτρινα χρόνια)
- 1988 : I fanela me to 9, (Η φανέλλα με το νούμερο), llibre de Menis Koumandareas
- 1991 : Isyhes meres tou Avgoustou (Οι ήσυχες μέρες του Αυγούστου)
- 1995 : Akropol (Ακροπόλ)
- 1998 : Ola ine dromos (Όλα είναι δρόμος)
- 2004 : Nyfes (Νύφες)
- 2013 : Mikra Agglia (Μικρά Αγγλία)

## Guardons
- 1966: premi al Festival Internacional de Cinema de Tessalònica per Tzimis o tigris,
- 1972: premis al Festival Internacional de Cinema de Berlín i en el de Tessalònica per To proxeneio tis Annas,
- 1976: premi al Festival de Tessalònica per Happy Day,
- 1985: premis a la Mostra Internacional de Cinema de Venècia i en el de Tessalònica per Petrina hronia,
- 1991: premis a la XII edició de la Mostra de València per Isyhes meres tou Avgoustou
- 2004: premi al Festival de Tessalònica per Nyfes,